# 阿拉伯塔
卓美亞帆船酒店，也被稱為帆船飯店、阿拉伯塔或音譯為柏瓷飯店（阿拉伯语：برج العرب），是一幢位於阿拉伯聯合大公國城市迪拜的豪華酒店，全高321米，它矗立於離沙灘岸邊280公尺遠的波斯灣內的人工島上，僅由一條彎曲的道路連結陸地。由卓美亞奢華酒店集團管理。
飯店始建於1994年，并於1999年12月對外開放。其外型酷似阿拉伯帆船，並特意建造於不會讓建築陰影覆蓋海灘的位置。飯店的頂部設有一個由建築的邊緣伸出的懸臂樑結構的停機坪。

## 简介
酒店由英國最大的多範疇顧問公司阿特金斯（Atkins）負責阿拉伯塔的建築設計和工程顧問，南非建築公司Murray & Roberts負責建造。整個工程耗資6.5億美元。
根據飯店的官方網站介绍，阿拉伯塔是一家「6星級豪華飯店」。但阿拉伯塔亦常以「世界唯一7星級飯店」作宣傳。
阿拉伯塔是世界上擁有膜結構立面的建構物之中最高的，也是世界上最高的飯店，亦是首家高度超越305公尺（1,000英呎）的5星級飯店。酒店外部照明有白光和多色光，每30分鐘輪流更換，偶爾也會有燈光特效表演。2006年1月阿拉伯聯合酋長國副總統兼總理马克图姆·本·拉希德·阿勒马克图姆逝世後，燈光及部分水幕特效表演曾一度暫停。
飯店頂部有一座直升機停機坪，在從飯店的另一邊延伸，在海上一家透過懸臂支撐的餐廳被叫阿蒙塔哈。在建筑物内部有一个中庭，其高180米，曾是全世界最高，以鐵弗龍塗料玻璃纖維紡織布围帆船的“两翼”而成。
阿拉伯塔的特色是中庭大廳挑高180米或者590英尺。38層的中庭還包含著杜拜世貿中心，1970年代晚期到1990年代中期杜拜最高的大樓。飯店內部設計由KCA国际的首席设计师周玉關（Khuan Chew）完成。
虽然该飯店规模庞大，但它只有202間套房。最小的套房面积为169平方米（1,819平方英尺），最大套房为780平方米（8,396平方英尺）。它也是世界上最昂貴的飯店之一，单套房的費用从1,000美元一晚起，到每個晚上15,000美元不等；皇家套房是最昂貴的，每個晚上要價28,000美元。

## 宾客
- 在2004年3月，職業高爾夫球運動員將高爾夫球從飯店的直升機坪打到波斯灣，以作為飯店的宣傳。

- 在2005年2月，頭號網球運動員和在211米高、被臨時改裝成草地網球場的直升機坪上進行一場表演賽。由於直升機坪邊緣沒有裝設欄板，所以如果球員打出得分球，網球便會掉入海中。

- 愛爾蘭歌手羅南·基廷（Ronan Keating）以直升機坪作為他的歌曲Iris音樂錄像的拍攝場地。

## 设施

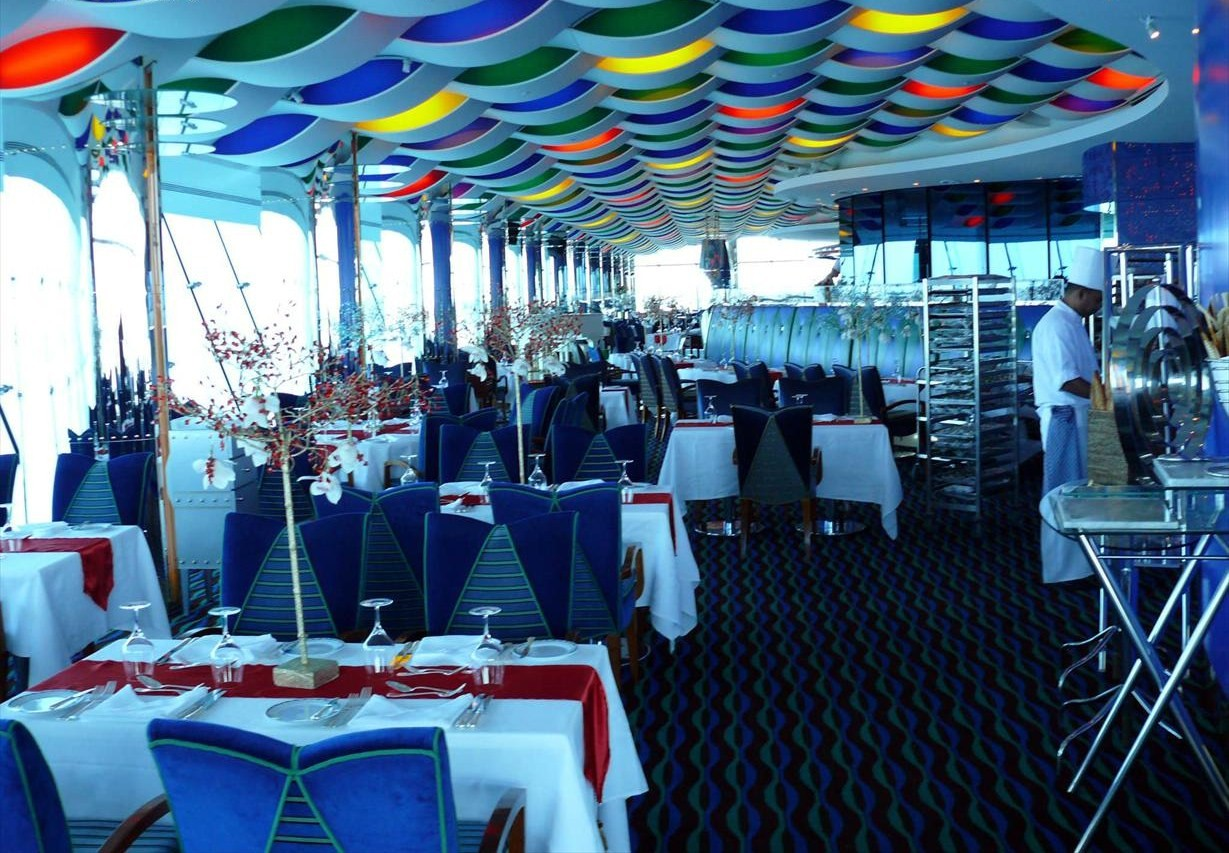
餐廳「阿·蒙塔哈」

- 「阿·蒙塔哈」餐厅[註 6]，位於離波斯灣海面200米高處，可以看到杜拜的優良景觀。另有全景升降機供顧客利用。
- 「阿·瑪哈拉」餐厅[註 7]，顧客要參與一程模擬的潛水艇航行以進入餐廳。內有一個容量35,000立方英尺（超過100萬公升）的海水水族箱。為了減輕視覺上的放大效果，水族箱外壁以約18厘米（7.5英寸）厚的製成。[註 8]

## 文化
- 在第一人称射击游戏的最後一個任務「Dust to Dust」中，玩家操控的角色普萊斯和隊友尤里全副武裝強行攻入的「綠洲酒店」就是以阿拉伯塔為原型。

## 外部連結
- 阿拉伯塔官方網站 （页面存档备份，存于）
- 世界頂尖的網球選手於阿拉伯塔 （页面存档备份，存于）
- 安德烈·阿加西和罗杰·费德勒在阿拉伯塔顶进行一场友谊赛 （页面存档备份，存于）
- 关于阿拉伯塔的一篇文章（英文） （页面存档备份，存于）
- 吉尼斯世界纪录商务卷中的 阿拉伯塔 （页面存档备份，存于）
- 谷歌地图上的阿拉伯塔3D模型  （页面存档备份，存于）
- 关于阿拉伯塔文化意义的小争论

25°08′31″N 55°11′10″E / 25.141975°N 55.186147°E